# Sausset-les-Pins
Sausset-les-Pins è un comune francese di 7 840 abitanti situato nel dipartimento delle Bocche del Rodano della regione della Provenza-Alpi-Costa Azzurra.

## Società

### Evoluzione demografica
Abitanti censiti